# Webspinners: Tales of Spider-Man
Webspinners: Tales of Spider-Man — серия комиксов о супергерое Человеке-пауке, которая издавалась Marvel Comics с января 1999 по июнь 2000 года. Всего было выпущено 18 номеров комикса.

## История публикации
Webspinners: Tales of Spider-Man была задумана как антология историй о Человеке-пауке из различных временных периодов с разными командами сценаристов и художников. Авторами выступили Джей Марк ДеМаттейс, Кит Гиффен, Джо Келли, Пол Дженкинс, Говард Маки, Рурик Тайлер, Том ДеФалко и другие.
Первый выпуск был издан в январе 1999 года, а в июне 2000 года серия была закрыта. Её заменили несколько мини-серий, выходивших до июня 2001 года и имевших похожую на Webspinners: Tales of Spider-Man концепцию сюжетов из разных периодов истории Человека-паука: Spider-Man: Death & Destiny, Spider-Man: Revenge of the Green Goblin, Spider-Man: Mysterio Manifesto и Spider-Man: Lifeline.